# Massimo Mesciulam
Massimo Mesciulam (Genova, 1º gennaio 1952) è un attore, regista e pedagogo italiano.

## Biografia
Nasce a Genova, figlio del pittore Plinio Mesciulam e di Grazia Gargani. Dopo i primi studi in filosofia, si avvicina al teatro grazie al compagno di liceo e amico Marco Sciaccaluga, con cui instaurerà un lungo sodalizio artistico. Recita in diverse messe in scena diretto da registi come Luigi Squarzina e Luca Ronconi.
Nel 1980 Alberto Lionello lo sceglie come co-protagonista in Serata d'onore di Bernard Slade, così inizia il sodalizio con la Plexus che lo vedrà in scena diretto da Antonio Calenda, Giancarlo Sepe e Giorgio Pampiglione. Nel 1986 torna a collaborare con il Teatro Stabile di Genova, diretto da Marco Sciaccaluga e Peter Stein. Dal 1993 inizia la sua carriera di regista continuando comunque quella di attore con registi come Valerio Binasco, Jurij Ferrini e Alfredo Arias.
Dal 1984 è insegnante presso la scuola dove aveva iniziato a muovere i primi passi e nel 2003 ne diviene vice direttore, fino a lasciare l'insegnamento nel 2021. Da quel momento prende parte a diverse serie televisive, quale Masantonio - Sezione scomparsi, miniserie TV registrata a Genova e trasmessa su Canale 5 nel 2021, mentre tra il 2023 e il 2024 prende parte a Black Out - Vite sospese e Mameli - Il ragazzo che sognò l'Italia su Rai 1.
Nel 2024 viene insignito del Premio "Ivo Chiesa" Speciale del presidente del Teatro Nazionale di Genova.

## Teatro

### Attore
- Il fu Mattia Pascal, da Luigi Pirandello di Tullio Kezich, regia di Luigi Squarzina
- Rosa Luxemburg, regia di Luigi Squarzina
- Il mare di Edward Bond, regia di Armando Pugliese
- I due gemelli veneziani di Carlo Goldoni, regia di Luigi Squarzina
- Il complice di Friedrich Dürrenmatt, regia di Marco Sciaccaluga
- Le intellettuali di Molière, regia di Marco Sciaccaluga
- Fremendo, tra le lacrime, sul punto di morire di Anton Čechov, regia di Marco Sciaccaluga
- Al pappagallo verde di Arthur Schnitzler, regia di Luca Ronconi
- Serata d'onore di Bernard Slade, regia di Alberto Lionello
- Enrico IV di Luigi Pirandello, regia di Antonio Calenda
- Riccardo III di William Shakespeare, regia di Giovanni Pampiglione
- La bisbetica domata di William Shakespeare, regia di Giancarlo Sepe
- La putta onorata di Carlo Goldoni, regia di Marco Sciaccaluga
- La buona moglie di Carlo Goldoni, regia di Marco Sciaccaluga
- Arden di Faversham di Anonimo elisabettiano, regia di Marco Sciaccaluga
- Tito Andronico di William Shakespeare, regia di Peter Stein
- Ulisse e la balena bianca di Herman Melville e altri autori, regia di Vittorio Gassman
- La resistibile ascesa di Arturo Ui di Bertolt Brecht, regia di Marco Sciaccaluga
- Lapin Lapin di Coline Serreau, regia di Marco Sciaccaluga
- Ivanov di Anton Čechov, regia di Marco Sciaccaluga
- Don Giovanni di Molière, regia di Marco Sciaccaluga
- La dame de chez Maxim di George Feydeau, regia di Alfredo Arias
- Weisman e Pellerossa di George Tabori, regia di Anna Laura Messeri
- L'inverno sotto al tavolo di Roland Topor, regia di Jurij Ferrini
- Natalia di Danilo Macrì, regia di Valerio Binasco
- Galois di Luca Viganò, regia di Marco Sciaccaluga
- Il Gioco dei Re di Luca Viganò, regia di Marco Sciaccaluga

### Regista
● spettacoli nell’ambito della rassegna di Drammaturgia contemporanea
û esercitazioni 
● spettacoli in cartellone
1996/97● Le conspose di Fatima Gallaire, regia  M. Mesciulam
1997/98● Top Dog di Urs Widmer, regia  M. Mesciulam
1998/99● Nella pianura normanna c'è un grande librodi Alessandro Spanghero, regia  M. Mesciulam
1999/00 ● Dublin Carol di C.Mc Pherson, regia  M. Mesciulam
2000/01 ● Death Valley Junction di A. Ostermaier, regia M. Mesciulam
2001/02 û La morte di Danton di Büchner, regia  M. Mesciulam
2002/03 û Edipo re di Sofocle, regia  M. Mesciulam
● Una stazione di servizio di G.Bourdet, regia  M. Mesciulam
2003/04 û Vita di Galileo di Brecht,  regia di A. Giusta e M. Mesciulam, presentato anche a Roma, Teatro Palladio e al Festival della Scienza
● La riga nei capelli di William Holden di J. Sanchis Sinisterra, regia  M. Mesciulam
2004/05 û ● Enrico V di Shakespeare, regia  M. Mesciulam  -  ripreso in cartellone nella stagione 2006/2007 
2005/06 ûMercator di Plauto,  regia di M. Sciaccaluga e M. Mesciulam
● ● Un posto luminoso chiamato giorno di Kushner, regia  M. Mesciulam  -  ripreso in cartellone nella stagione 2012/2013
2006/07 ûL’attore romano di Massinger, regia  M. Mesciulam
2007/08 ûIl settimo sigillo da Bergman, regia  M. Mesciulam
2008/09 ûIl castello di Brod da Kafka, regia  M. Mesciulam
● Officina mia di Taddei, regia  M. Mesciulam
2009/10 ûLe tre sorelle di Cechov, regia  M. Mesciulam
2010/11ûGirotondo di Schnitzler, regia  M. Mesciulam
2011/12 ûMacbeth  di Shakespeare, regia  M. Mesciulam
2012/13û ●  Sogno di una notte di mezza estate di Shakespeare, regia  M. Mesciulam  -  ripreso in cartellone nella stagione 2013/14
2013/14ûLe  baccanti  di Euripide, regia  M. Mesciulam
2014/15● Con l'amore non si scherza di De Musset, regia  M. Mesciulam 
2015/16ûLa scoperta dell’amore  da Marivaux, regia  M. Mesciulam
● Georges Dandin di Moliére, regia  M. Mesciulam
2016/17ûEracle di Euripide,  regia di M. Mesciulam selezionato alla XIV edizione del festival Your Chance del Theatre Centre Na Strastnom di Mosca (aprile 2018) e ripreso in cartellone nella stagione 2017/18
● Il cerchio rosso di V.Trevisan, regia M. Mesciulam

2019/20●  Riccardo III di Shakespeare regia di M. Mesciulam

## Filmografia

### Televisione
- La Strana Coppia, episodi vari – serie TV (2007)
- Black Out - Vite sospese, regia di Riccardo Donna – serie TV (2023)
- Mameli - Il ragazzo che sognò l'Italia, regia di Luca Lucini e Ago Panini – miniserie TV (2024)
- Kostas, regia di Milena Cocozza – serie TV (2024)
- Ninfa dormiente - I casi di Teresa Battaglia, regia di Kiko Rosati - serie TV, episodi 2x02-2x03 (2024)